# Maurice LaMarche
Pour les articles homonymes, voir LaMarche.
Maurice LaMarche est un acteur canadien né le 30 mars 1958 à Toronto (Canada). Il est notamment connu pour prêter sa voix à de nombreux personnages de dessins animés (Disney's tous en boîte, Inspecteur Gadget, Les Simpson, etc.).

## Biographie

### Jeunesse
Maurice LaMarche est née à Toronto, en Ontario, au Canada. Sa famille a déménagé à Timmins, en Ontario, peu après sa naissance. L'enfance de LaMarche fut remplie de « son propre petit monde de dessins animés et de télévision des années soixante ». C'est au cours de sa deuxième année de lycée qu'il a appris la popularité que son talent pour le mimétisme pouvait lui procurer. Cette réalisation vient d'une performance fortuite lors d'une « soirée de variétés » au lycée, lorsqu'un couple d'amis le pressa d'entrer. L'acte qu'il a joué lors de la soirée de variétés était « des célébrités en tant que serveurs », qu'il a utilisé jusqu'à la fin de sa carrière de stand-up.

### Vie privée
LaMarche est marié à Robin G. Eisenman depuis le 19 mai 1991 ; ensemble, ils ont un fils, Jonathan LaMarche.

## Filmographie
- 1980 : The All-Night Show (série télévisée) : Lips by Maurice
- 1983 : Rock & Rule : Sailor
- 1983 : The Funny Farm : Dickie
- 1983 : Inspecteur Gadget ("Inspector Gadget") (série télévisée) : Chief Quimby (1985-1986) (voix)
- 1986 : The Amazing Adventures of Inspector Gadget (vidéo) : Chief Quimby
- 1986 : Les Popples (série télévisée) : Puzzle (voix)
- 1986 : The Real Ghost Busters (série télévisée) : Egon Spengler (voix)
- 1986 : Denis la Malice ("Dennis the Menace") (série télévisée) : George Wilson / Henry Mitchell (voix)
- 1987 : D.C. Follies (série télévisée) : Additional Voices (voix)
- 1987 : Popeye, Olive et Mimosa (série télévisée) : Popeye (voix)
- 1987 : DTV 'Doggone' Valentine (TV)
- 1988 : SOS Fantômes (série télévisée) : Egon Spengler (voix)
- 1990 : Super Baloo (Tale Spin) (série télévisée) : General Patton (voix)
- 1990 : La Guerre des tomates ("Attack of the Killer Tomatoes") (série télévisée) : Zoltan (voix)
- 1990 : Gravedale High (série télévisée) : Sid (voix)
- 1990 : G.I. Joe (série télévisée) : Low-Light. Destro (voix)
- 1990 : Capitaine Planète (Captain Planet and the Planeteers) (série télévisée) : Duke Nukem (1990-1993) / Verminous Skumm (1990-1993) (voix)
- 1991 : Taz-Mania, le diable de Tasmanie ("Taz-Mania") (série télévisée) : Hugh Tasmanian Devil (voix)
- 1991 : Où est Charlie ? ("Where's Waldo?") (série télévisée) : Additional Voices (voix)
- 1992 : Les Vacances des Tiny Toon (Tiny Toon Adventures: How I Spent My Vacation) (vidéo) : Dizzy Devil (voix)
- 1992 : The Plucky Duck Show (série télévisée) : Dizzy Devil / Tim Burton / Others (voix)
- 1992 : Cool World : Interrogator #2 / Mash / drunken bar patron / Dr. Vincent "Vegas Vinnie" Whiskers / Jack Deebs (super hero version) (voix)
- 1992 : The Little Mermaid (série télévisée) : Scuttle (voix)
- 1993 : Bonkers (série télévisée) : Tuttle Turtle / Mr. Blackenblue / Smarts (voix)
- 1993 : Animaniacs (série télévisée) : Brain / Squit Pigeon (voix) / voix additionnelles
- 1993 : Mighty Max (série télévisée) : voix additionnelles
- 1993 : Problem Child (série télévisée) : voix additionnelles
- 1994 : Beethoven (série télévisée) : voix additionnelles
- 1994 : Scooby-Doo in Arabian Nights (TV) (voix)
- 1994 : Where on Earth Is Carmen Sandiego? (série télévisée) : voix additionnelles
- 1994 : Ed Wood : Orson Welles (voix)
- 1994 : Pompoko : Narrateur (voix)
- 1994 : Profession : critique ("The Critic") (série télévisée) : Jeremy Hawke / Additional Voices (1994-1995) (voix)
- 1995 : Gadget Boy and Heather (série télévisée) : Chief Strombolli / Myren Dabble / Boris / Humus / Mulch (voix) / voix additionnelles
- 1995 : A Pinky & the Brain Christmas Special (TV) : The Brain (voix)
- 1995 : Tiny Toon Adventures: Night Ghoulery (TV) : Dizzy Devil (voix)
- 1995 : Carrotblanca : Yosemite Sam as General Pandemonium (voix)
- 1995 : Minus et Cortex ("Pinky and the Brain") (série télévisée) : The Brain (voix)
- 1995 : Freakazoid! (série télévisée) : Longhorn (voix)
- 1995 : Les Histoires farfelues de Félix le Chat ("The Twisted Tales of Felix the Cat" ou "The Twitsed Adventures of Felix The Cat) (série télévisée) : voix additionnelles
- 1995 : The Adventures of Hyperman (série télévisée) : Kidd Chaos / Comptroller (voix)
- 1995 : The Nanny Christmas Special: Oy to the World (TV) (voix)
- 1996 : Siegfried & Roy: Masters of the Impossible (vidéo) : voix additionnelles
- 1996 : Tous les chiens vont au paradis II (All Dogs Go to Heaven 2) (voix)
- 1996 : Dexter's Laboratory (série télévisée) : Dick McMan / Ratman / Simion / Washington (voix) / voix additionnelles
- 1996 : Road Rovers (série télévisée) : Radio Announcer (voix)
- 1996 : Captain Simian & The Space Monkeys (série télévisée) : Dr. Splitz / Splitzy (voix)
- 1996 : Hé Arnold ! ("Hey Arnold!") (série télévisée) : 'Big' Bob Pataki (voix) / voix additionnelles
- 1996 : Basket Spatial (Space Jam) : Pépé Le Putois (voix)
- 1997 : Channel Umptee-3 (série TV) (voix)
- 1997 : Les Zinzins de l'espace ("Space Goofs") (série TV) : Etno Polino / Others (voix)
- 1997 : The Wacky World of Tex Avery (série TV) : Mooch, M.. Squab (voix)
- 1997 : Bugs Bunny's Funky Monkeys (vidéo) (voix)
- 1997 : Tamagotchi Video Adventures (vidéo) : Voice Actor
- 1997 : Extrême Ghostbusters (série TV) : Egon Spengler (voix)
- 1997 : Johnny Bravo (série TV) : voix additionnelles
- 1997 : Pepper Ann (série TV) : Chuck Pearson (voix)
- 1997 : Home to Rent (série TV) (voix)
- 1997 : Pour le pire et pour le meilleur (As Good as It Gets) : Fred Bishop, Simon's Dad on Phone (voix)
- 1998 : Histeria! (série TV) : George Washington / Abraham Lincoln (voix) / voix additionnelles
- 1998 : The Howie Mandel Show (série TV) : Narrateur (voix)
- 1998 : Pinky, Elmyra & the Brain (série TV) : The Brain (voix)
- 1998 : Gadget Boy's Adventures In History (série TV) : Chief Strombolli / Myren Dabble / Boris / Humus / Mulch (voix) / voix additionnelles
- 1998 : The Wacky Adventures of Ronald McDonald: Scared Silly (vidéo) : Dr. Quizzical (voix)
- 1999 : Queer Duck (série TV) : Oscar Wildcat / M.. Duckstein / Other Characters (voix)
- 1999 : Dilbert ("Dilbert") (série TV) : Garbage Man / Bob the Dinosaur (voix)
- 1999 : Futurama (série TV) : Kif Kroker (voix)
- 1999 : Mickey Mania (série TV) : Mortimer Mouse (voix)
- 1999 : Sonic le rebelle ("Sonic Underground") (série TV) : Sleet (voix)
- 1999 : The Chimp Channel (série TV) : Harry Waller / Bernard the Sarcastic Cockatoo (voix)
- 1999 : Wakko's Wakko en folie (Wakko's Wish) (vidéo) : Brain Mouse / Squit Pigeon (voix)
- 1999 : Inspector Gadget: Gadget's Greatest Gadgets (vidéo) : Inspector Gadget / Chief Quimby (and in segments "The Capeman Cometh", and "Gadget's Gadgets")
- 2000 : Profession : critique (série TV) : Other Character Voices (voix)
- 2000 : Poochini's Yard (série TV) : Dirt (voix)
- 2000 : Alvin and the Chipmunks Meet the Wolfman (vidéo) : M.. Lawrence Talbot
- 2000 : Les Aventures extraordinaires du Père Noël (The Life & Adventures of Santa Claus) (vidéo) : Mogorb, King of the Awgwas / Lord of Lerd / Bo, Master Mariner of the World (voix)
- 2001 : Disney's tous en boîte (House of Mouse) (série TV) : Mortimer Mouse / Scuttle / Basil of Baker Street / Ratigan / March Hare / Additional Voices (voix)
- 2001 : Gadget and the Gadgetinis (série TV) : Lieutenant Gadget, Fidget, Digit (voix)
- 2001 : Mickey, la magie de Noël (Mickey's Magical Christmas: Snowed in at the House of Mouse) (vidéo)
- 2002 : Balto II: Wolf Quest (vidéo) : Balto (voix)
- 2002 : A Baby Blues Christmas Special (TV) : voix additionnelles
- 2002 : Tom et Jerry et l'Anneau magique (Tom and Jerry: The Magic Ring) (vidéo) : Spike and Alley Cat (voix)
- 2002 : Hé Arnold !, le film (Hey Arnold!: The Movie) : Big Bob Pataki / Head of Security (voix)
- 2002 : Inspector Gadget's Last Case: Claw's Revenge (TV) : Inspector Gadget (voix)
- 2002 : Dennis the Menace in Cruise Control (TV) : Henry Mitchell (voix)
- 2002 : Nom de code : Kids Next Door (Codename: Kids Next Door) (série TV) : Father (voix)
- 2002 : Whatever Happened to Robot Jones? (série TV) : Robot Dad (2002-) (voix)
- 2003 : Les 101 Dalmatiens 2 : Sur la trace des héros (vidéo) : Horace (voix)
- 2003 : Stripperella (série TV) : Various (voix)
- 2003 : Looney Tunes: Stranger Than Fiction (vidéo) : Yosemite Sam / Ghost of William Shakespeare / Dr. Moron / Pepe Le Pew (voix)
- 2003 : Looney Tunes: Reality Check (vidéo) : Yosemite Sam / Wile E. Coyote (voix)
- 2003 : Le Secret de Sabrina (Sabrina's Secret Life) (série TV) : Salem (voix)
- 2004 : Vil Con Carne (Evil Con Carne) (série TV) : Estroy (voix)
- 2004 : Party Wagon (TV) : Bumpy Snits / Ferryman #1 / Cowpoke #2 (voix)
- 2004 : The Search for Mickey Mouse : Basil of Baker Street / Robin Hood (voix)
- 2004 : Les Décalés du cosmos (série TV) : Gus
- 2004 : The Wrong Coast (feuilleton TV) : Various Celebrity Voices
- 2004 : Mickey, Donald, Goofy: The Three Musketeers (vidéo) : The Beagle Boys
- 2004 : Balto 3 : Sur l'aile du vent (vidéo) : Balto (voix)
- 2004 : Team America, police du monde (Team America: World Police) : Alec Baldwin (voix)
- 2005 : Kim Possible, le film : Mission Cupidon (TV) : 'Big Daddy' Brotherson (voix)
- 2005 : Catscratch (série télévisée) : Hovis
- 2005 : Inspector Gadget's Biggest Caper Ever (vidéo) : Inspector Gadget
- 2005 : Les Simpson, Saison 17 Épisode 13 Commandant McBragg (voix)
- 2008 : Crash: Mind Over Mutant (jeu vidéo) : Dr. Nitrus Brio (voix)
- 2014 : Les Boxtrolls de Graham Annable et Anthony Stacchi : Sir Langsdale (voix)
- 2016 : Zootopie de Byron Howard, Rich Moore et Jared Bush : Mr. Big (voix)
- 2017 : Crash Bandicoot: N. Sane Trilogy (jeu vidéo) : Dr. Nitrus Brio / Laboratory Assistant (voix)
- 2017 : Hey Arnold!: The Jungle Movie (téléfilm) : 'Big' Bob Pataki (voix)
- 2018 : My Little Pony : Les amies, c'est magique, Saison 8: Chancellor Neighsay (voix)
- 2018-2023 : Désenchantée (Disenchantment) : Odval (voix)